# Монастир (Италия)
Вижте пояснителната страница за други значения на Монастир.
Монастѝр (на италиански: Monastir; на сардински: Muristènis, Муристенис) е малко градче и община в Южна Италия, провинция Южна Сардиния, автономен регион и остров Сардиния. Разположено е на 81 m надморска височина. Населението на общината е 4576 души (към 2010 г.).